# 엠엔캐스트
엠엔캐스트(영어: Mncast)는 대한민국의 UCC 공유 웹사이트이며, 2009년 4월 21일에 서비스를 종료하였다.
처음에는 다모임에서 운영하던 서비스였으나, 다모임이 SM온라인에 인수되었고, 또 다시 다모임이 소리바다에 재인수되었다.